# Переворот за інструкцією 107
«Переворот за інструкцією 107» — радянський художній фільм 1982 року, знятий на кіностудії «Узбекфільм».

## Сюжет
У багатій на нафту мусульманській країні Сходу на виборах перемагають соціалісти, але західні країни, які не бажають втрачати контроль над концесіями з нафтовидобутку, приводять до влади прихильників військової диктатури, влаштувавши переворот під виглядом «звільнення від влади Кремля», для чого оголошують агентами радянської розвідки місцевого журналіста Хайдара і радянського лікаря з госпіталю Червоного Хреста Халіму Атаджанову. Журналісту вдається сховатися, але Халіму в ході перевороту заарештовують. Щоб домогтися від неї «визнання» в шпигунській діяльності на користь СРСР, прозахідні «революціонери», що діють за вказівкою ЦРУ, вирішують взяти в заручники її 12-річного сина Іскандера…

## У ролях
- Сайрам Ісаєва —  Халіма Атаджанова, лікар
- Улугбек Хамраєв —  Іскандер, син Халіми Атаджанової
- Леонід Сенченко —  Хайдар, журналіст
- Набі Рахімов —  старий
- Рустам Сагдуллаєв —  Алі
- Георгій Шевцов —  Андерсон
- Мурад Раджабов —  Казмі
- Ісамат Єргашев —  ад'ютант
- Сергій Піжель —  Чіп
- Антра Лієдскалниня —  медсестра
- Едуард Марцевич —  шеф госпіталю
- Баходир Юлдашев —  слідчий
- Андро Кобаладзе —  прем'єр-міністр
- Юрій Леонідов —  Г. К.
- Садих Гусейнов —  майстер друкарні
- Пулат Саїдкасимов —  крамар
- Михайло Погоржельский —  посол
- Джавлон Хамраєв — епізод
- Гіві Тохадзе — епізод

## Знімальна група
- Режисери — Захід Сабітов, Георгій Бзаров
- Сценаристи — Анатолій Галієв, Едуард Тропінін
- Оператор — Леонід Травицький
- Композитор — Руміль Вільданов
- Художники — Веніамін Мякотних, Рафаель Сулейманов